# A Mecsek növényfajainak listája
A Mecsek területén több növényfaj él. Ez a lista ezen növényfajok nemzetségek szerint való csoportosítása. 

## Csoportosításra vár
A hegység dolináiban, illetve egyéb élőhelyein a következő növények alkotnak növénytársulást: montán elterjedésű fajok: fekete békabogyó (Actaea spicata), indás ínfű (Ajuga reptans), kis bojtorján (Arctium minus), párlópimpó (Aremonia agrimonoides), foltos kontyvirág (Arum maculatum), erdei tündérfürt (Aruncus dioicus), olasz müge (Asperula taurina), gímpáfrány (Asplenium scolopendrium), aranyos fodorka (Asplenium trichomanes), zöld fodorka (Asplenium viride), nagy völgycsillag (Astrantia major), erdei hölgypáfrány (Athyrium filix-femina), nadragulya (Atropa belladonna), erdei gyöngyköles (Buglossoides purpurocaerulea), kányaharangvirág (Campanula rapunculoides), Haller kövifoszlár (Cardaminopsis halleri), közönséges gyertyán (Carpinus betulus), fehér madársisak (Cephalanthera damasonium), vadcseresznye (Cerasus avium), aranyos baraboly (Chaerophyllum aureum), vérehulló fecskefű (Chelidonium majus), aranyos veselke (Chrysosplenium alternifolium), erdei varázslófű (Circaea lutetiana), erdei iszalag (Clematis vitalba), borsfű (Clinopodium vulgare), húsos som (Cornus mas), odvas keltike (Corydalis cava), európai mogyoró (Corylus avellana), cseregalagonya (Crataegus laevigata), egybibés galagonya (Crataegus monogyna), hólyagpáfrány (Cystopteris fragilis), szegfűbogyó (Cucubalus baccifer), csomós ebír (Dactylis polygama), farkasboroszlán (Daphne mezereum), keleti zergevirág (Doronicum orientale), északi sárkányfű (Dracocephalum ruyschiana), pelyvás pajzsika (Dryopteris affinis), szálkás pajzsika (Dryopteris carthusiana), széles pajzsika (Dryopteris dilatata), hegyi pajzsika (Dryopteris expansa), erdei pajzsika (Dryopteris filix-mas), széleslevelű nőszőfű (Epipactis helleborine), csőrös nőszőfű (Epipactis leptochila), széleslevelű nőszőfű (Epipactis helleborine), bíboribolya nőszőfű (Epipactis purpurata), bibircses kecskerágó (Euonymus verrucosus), sédkender (Eupatorium cannabinum), erdei kutyatej (Euphorbia amygdaloides) európai bükk (Fagus sylvatica), (Festuca drymeia), óriás csenkesz (Festuca gigantea), salátaboglárka (Ficaria verna), erdei szamóca (Fragaria vesca), magas kőris (Fraxinus excelsior), kikeleti hóvirág (Galanthus nivalis), erdei sárgaárvacsalán (Galeobdolon luteum), nagyvirágú kenderkefű (Galeopsis speciosa), ragadós galaj (Galium aparine), szagos müge (Galium odoratum), fodros gólyaorr (Geranium phaeum), nehézszagú gólyaorr (Geranium robertianum), erdei gyömbérgyökér (Geum urbanum), közönséges borostyán (Hedera helix), illatos hunyor (Helleborus odorus), nemes májvirág (Anemone hepatica), korábban (Hepatica nobilis), pettyes orbáncfű (Hypericum maculatum), pázsitos nőszirom (Iris graminea), szibériai nőszirom (Iris sibirica), erdei galambvirág (Isopyrum thalictroides), magyar varfű (Knautia drymeia), kónya vicsorgó (Lathraea squamaria), tarka lednek (Lathyrus venetus), tavaszi lednek (Lathyrus vernus), közönséges fagyal (Ligustrum vulgare), turbánliliom (Lilium martagon), erdei holdviola (Lunaria rediviva), (Luzula pilosa), vízi peszréce (Lycopus europaeus), egyvirágú gyöngyperje (Melica uniflora), erdei szélfű (Mercurialis perennis), erdei csitri (Moehringia trinervia), egyvirágú kiskörtike (Moneses uniflora), madárfészek kosbor (Neottia nidus-avis), erdei madársóska (Oxalis acetosella), farkasszőlő (Paris quadrifolia), szelíd keserűfű (Persicaria mitis), buglyospáfrány (Phegopteris connectilis), fehér sarkvirág (Platanthera bifolia), karéjos vesepáfrány (Polystichum aculeatum), díszes vesepáfrány (Polystichum setiferum), rezgő nyár (Populus tremula), szártalan kankalin (Primula vulgaris), vadcseresznye (Prunus avium), csertölgy (Quercus cerris), kocsánytalan tölgy (Quercus petraea), havasi ribiszke (Ribes alpinum), fehér akác (Robinia pseudoacacia), erdei rózsa (Rosa arvensis), havasalji rózsa (Rosa pendulina), borzas szeder (Rubus hirtus agg.), kövi szeder (Rubus saxatilis), szúrós csodabogyó (Ruscus aculeatus), lónyelvű csodabogyó (Ruscus hypoglossum), enyves zsálya (Salvia glutinosa), fekete bodza (Sambucus nigra ), göcsös görvélyfű (Scrophularia nodosa), tavaszi görvélyfű (Scrophularia vernalis), piros mécsvirág (Silene dioica), zöldvirágú habszegfű (Silene viridiflora), keserű csucsor (Solanum dulcamara), rojtos tőzegmoha (Sphagnum fimbriatum), havasi tisztesfű (Stachys alpina), erdei tisztesfű (Stachys sylvatica), mogyorós hólyagfa (Staphylea pinnata), olocsáncsillaghúr (Stellaria holostea), tyúkhúr (Stellaria media), gumós nadálytő (Symphytum tuberosum subsp. nodosum), pirítógyökér (Tamus communis), kislevelű hárs (Tilia cordata), nagylevelű hárs (Tilia platyphyllos), ezüst hárs (Tilia tomentosa), hegyi szil (Ulmus glabra), nagy csalán (Urtica dioica), ösztörűs veronika (Veronica chamaedrys), (Veronica montana).

## Növényfajok listája
A bekezdések címei a növénynemzetségek neveit tartalmazzák.

### Juhar(Acer)
- (Acer campestre) mezei juhar
- (Acer platanoides) korai juhar
- (Acer pseudoplatanus) hegyi juhar

### Sisakvirág(Aconitum)
- (Aconitum variegatum subsp. gracile) karcsú sisakvirág
- (Aconitum vulparia) farkasölő sisakvirág

### (Aegopodium)
- (Aegopodium podagraria) podagrafű

### (Alliaria)
- (Alliaria petiolata) hagymaszagú kányazsombor

### Hagyma(Allium)
- (Allium ursinum) medvehagyma

### Szellőrózsa(Anemone)
- (Anemone ranunculoides) bogláros szellőrózsa

### (Cardamine)
- (Cardamine amara) keserű kakukktorma
- (Cardamine bulbifera) hagymás fogasír
- (Cardamine enneaphyllos) bókoló fogasír

### Sás(Carex)
- (Carex divulsa) zöldes sás
- (Carex pendula) lecsüngő sás
- (Carex pilosa) bükksás
- (Carex remota) ritkás sás
- (Carex sylvatica) erdei sás

### Madárhúr(Cerastium)
- (Cerastium sylvaticum) erdei madárhúr

### Tyúktaréj(Gagea)
- (Gagea lutea) sárga tyúktaréj

### Salamonpecsét(Polygonatum)
- (Polygonatum multiflorum) fürtös salamonpecsét
- (Polygonatum verticillatum) pávafarkú salamonpecsét

### Tüdőfű(Pulmonaria)
- (Pulmonaria officinalis) orvosi tüdőfű

### Boglárka(Ranunculus)
- (Ranunculus lanuginosus) gyapjas boglárka
- (Ranunculus repens) kúszó boglárka

### Lórom(Rumex)
- (Rumex sanguineus) erdei lórom

### Ibolya(Viola)
- (Viola reichenbachiana) erdei ibolya[3][4]